# Евразия (буровая компания)
Буровая компания «Евразия» — самая крупная в России независимая буровая компания. Штаб-квартира компании расположена в Москве.
До конца 2004 года компания входила в структуру «Лукойла» и носила название «Лукойл-бурение». Затем компания была продана за $130 млн компании Eurasia Drilling Company Ltd (EDC) с Каймановых островов, после чего сменила название.

## Собственники и руководство
13 ноября 2015 года на годовом общем собрании акционеров EDC было одобрено поглощение данной компании со стороны EDC Acquisition Company Limited ("EACL") (контролируется менеджментом EDC).
В начале 2016 года некоторые миноритарные акционеры EDC, несогласные с ценой выкупа их акций со стороны
EACL, подали иск в суд Каймановых островов. Основными акционерами EDC до начала выкупа миноритариев со стороны EACL являлись гендиректор EDC Александр Джапаридзе (30,2%), Александр Путилов (22,4%), еще около 3% акций подконтрольны главе ЛУКОЙЛа Вагиту Алекперову.
В мае 2022 года Eurasia Drilling Company продала «Евразию» буровой компании «Развитие» чьи собственники являются близкими структурами к "Лукойлу".

## Деятельность
Согласно исследованию британской Douglas Westwood, компании «Евразия» принадлежат 7,9 % российского рынка нефтесервисных услуг. Она имеет филиалы в Ханты-Мансийском и Ненецком автономных округах, Республике Коми, Пермском крае и Волгоградской области.
Выручка ООО "Буровая компания "Евразия" по МСФО составила в 2014 году 67 757 млн руб., чистая прибыль — 11 429 млн рублей. В 2020 году выручка компании составила 93,1 млрд рублей.
В январе 2015 года была начата покупка более 45 % акций компании EDC нефтесервисной компанией Schlumberger за 1,7 млрд долларов. Однако в конце сентября 2015 года стало известно, что Schlumberger отказалась от сделки. По данным газеты "Ведомости", по итогам почти полугодовых переговоров единственным камнем преткновения между Schlumberger и правительственной комиссией РФ стало требование правительства получить в EDC "золотую акцию" (дает владельцу право вето по ключевым вопросам).
После неудачной сделки с Schlumberger, менеджмент и другие крупные акционеры EDC инициировали выкуп миноритарных акционеров. Первоначальное предложение составляло $10 за акцию (8 октября 2015 года), затем оно было повышено до $11,75 за акцию (13 ноября 2015 года). Часть миноритарных акционеров согласилась на условия крупных акционеров, другая часть посчитала предложенную цену заниженной и обратилась в суд Каймановых островов (где зарегистрирована EDC) с иском, надеясь на более высокую оценку акций EDC.
В 2018 году Eurasia Drilling Company сменила место регистрации на Кипр.

## Санкции
20 июля 2023 года, на фоне вторжения России на Украину, компания попала в блокирующий санкционный список США против предприятий поддерживающих войну России против Украины.
24 июня 2024 года компания включена в санкционные списки стран Европейского союза так как она «вовлечена в экономический сектор, обеспечивающий существенный источник дохода для Правительства РФ, которое несёт ответственность за аннексию Крыма и дестабилизацию Украины».